# 트랜스 월드 라디오
트랜스 월드 라디오(Trans World Radio; 약칭: TWR)는 미국에 본부를 둔 다국적 방송국으로, 전 세계 14개의 송출소와 인공위성으로 150개 언어로 전 세계로 방송하는 초교파 기독교 단체이다. 1952년 개국하였다.

## 산하 지부
- 북방선교방송: 대한민국 서울에 위치한 지부로, 북한 주민 등이 대상인 한국어 프로그램을 제작한다.
- TWR Japan : 일본 복음화를 위해 설립된 사역으로, 지부 사무실은 싱가포르에 위치해 있으며, 일본 내 21개 FM 스테이션에서 일본어 프로그램을 전달하고 있다.